# النوص (فلسفة)
النوص «نُصّ» (νοῦς) في الفلسفة التقليدية هو مصطلح يدل على القدرة على فهم الحق أو الواقع. وهو مرادف للفطنة أو للذكاء. ويستعمل مصطلح التعقل (intellection) أو الحدس لوصف نشاطات النوص العقلية. وفي كثير من الادبيات العربية التي تناولت الموضوع عُرِّبَ المصطلح إلى كلمة «العقل» مع ان مفهوم الكلمة باللغة العربية اختلف معناها بحسب السياق والكاتب. واختلط الأمر لتترجم بكلمات «فهم» و «فطنة» و«تفكير» و«العلة» و «الإدراك». وهناك من استعمله كمرادف لمفهوم «الفهم».

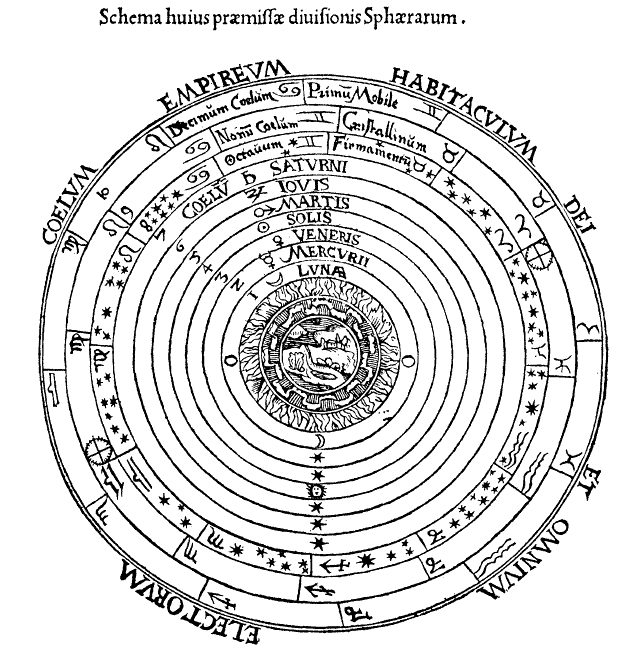
رسم يوضح مفهوم المجالات السماوية التي وضعها أرسطو كما شرحها بطليموس. وبحسب هذا المفهوم، فللدائرة الخارجية قدرة ادراكية خاصة بها هي النوص.

اعتمد ارسطو كلمة النوص قاصدا تفريق المفهوم عن الإدراك الحسي والخيال والفهم. وهناك دلائل عن استعمال المصطلح قبل ارسطو من قبل فلاسفة مثل بارمينيدس التي فقدت معظم أعماله. وبعد ارسطو، لم يستعمل المصطلح بنفس المعاني التي قصدها ارسطو.
بحسب المفهوم الارسطي، النوص هي القدرة البشرية الأساسية على الإدراك والتفكير بعقلانية. وبالنسبة له، هو يختلف عن الإدراك الحسي بما في ذلك التخيل والتذكر التي يستطيع القيام بها المخلوقات الأخرى. وبالتالي، يربط ارسطو موضوع النوص بمواضيع تتعلق بكيفية عمل العقل البشري لتحديد تعاريف متناسقة وقابلة للتواصل والنقل.المعرفي كما يحاول الايجابة على أسئلة تتعلق بامكانية ولادة الإنسان بفطرة طبيعية لفهم نفس المقولات المُسلَم بها بنفس الاسلوب المنطقي. بناء عليه، استُنتج في بعض الفلسفات، خاصة في العصور القديمة والمتوسطة، ان النوص بحاجة لمساعدة من قدرة روحية أو الاهية. لذلك، من الضروري ان يكون النوص البشري قد انبثق عن نوص كوني أعلى الذي خلقه. يعتبر هذا التفسير هو المؤثر لأساسي لنشؤ فكرة الله ومفهوم ديمومة الروح وحتى لشرح لحركات النجوم في العصور الوسطى، وخاصة في اوروبا والشرق الاوسط وشمال أفريقيا، من قبل فلاسفة وكُتّاب ديانات ذلك الزمان.

## ما قبل ارسطو

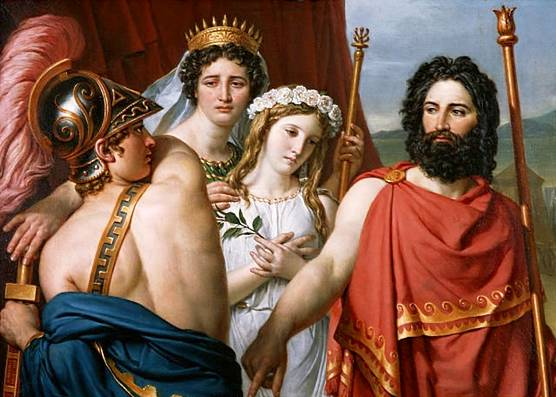
اقدم الكتب المعروفة التي ذكرت النوص هي الالياذة إذ قال أجاممنون لآخيل: بالرغم من عظمتك الإلاهية يا آخيل، لا يمكنك خداعي بنوصك (بمعنى ذكائك).

استعمل هوميروس في العصور القديمة كلمة النوص للدلالة على النشاطات العقلية للبشر والآلهة على حد سواء بمعنى ما يفكرون به وليس ما يقولونه. وخلال تلك الفترة، كان مفهومها يدل على مصدر المعرفة والتمنطق وليس إلى الإدراك الحسي أو الإحساس الجسدي أو العواطف. وما يدل على هذا قول هيرقلتوس ان «التعلم الكثير لا يُعلِّم النوص» كما استعمل بعض الإغريق المفهوم للدلالة على أن النوص هو جزء من و«عي اعظم» يمتلكه الكون.
وبمجيء براميندس ووضعه لقوانين الفلسفة الاغريقية اعتبر ان النوص هو الفكرة المحورية الأساسية. كما اعتبر ان الواقع الذي ندركه هو مخالف للواقع الحقيقي إذ ان ادراكنا يعتمد على الحواس الخدّاعة التي لا يمكن الاعتماد عليها وما ندركه من الواقع هو غير مؤكد ومتغير. وعليه، فانه طرح فكرة الثنائية بحيث أصبح النوص وما يرتبط به من نشاطات عقلية مثل التفكر والتأويل يمثلان نوع من الإدراك اللافيزيائي لكن ذهني بحت متميز عن الإدراك الحثي وعن الاشياء التي تدركها الحواس.

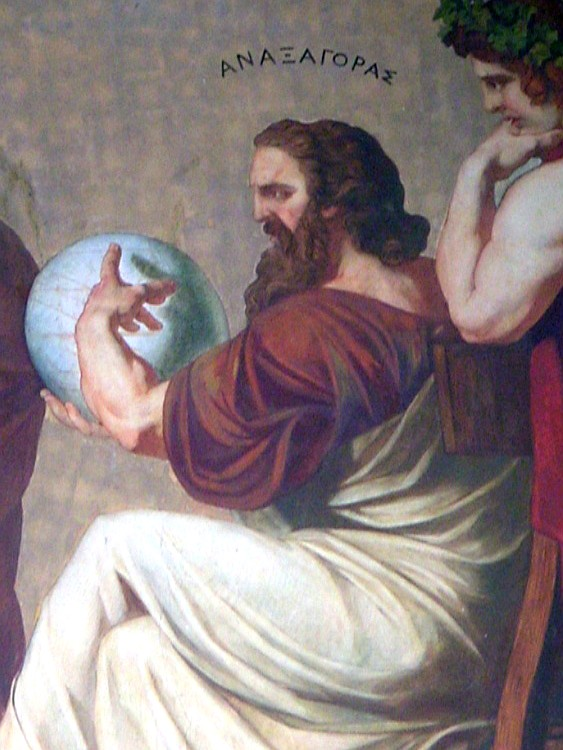
انازاكوراس الكلازوميني

يعتبر انازاكوراس الكلازوميني، الذي ولد حوالي عام 500 قبل الميلاد، هو أول من تناول تفسير النوص والذي اعتبره سبب ترتيب كل ما في الكون بشكل منظم مبتدئة بحركة دائرية واستمرت بالتحكم والسيطرة عليهم ومشَكلة علاقة قوية مع الكائنات الحية. هناك فلاسفة سابقون لانازاكوس الذين تناولوا نفس الفكرة من دون تعريفها بمصطلح النوس. فقد اشار ارسطو إلى هيرموتيموس الذي طرح نفس الطروحات. كما طرح إيمبيدوكليس وهسيود فكرة تنظيم الكون وان الكائنات الحية هي نتاج نوع من أنواع الحب الكوني. كما ربط كل من فيثاغورس وهيركايتوس الكون باللوغوس.
اعتقد انازاكوراس ان الكون مكون من أجزاء لامتناهية قابلة للقسمة والتي يمكن أن تتكون لتصبح أي شيء ما عدا النوص. والنوص بحد ذاتها هي مادة لكنها متواجدة بحالة منفصلة عن الأجزاء الكونية الأخرى وبشكل يختلط مع الكائنات الحية مما يجعل لهذه الاشياء روحا (بحسب مفهوم عصره).
ان مفهوم انازاكوراس للنوص هي مختلف عن المفهوم الذي اعتمد في فلسفتي افلطون وكما استعملت في الافلاطونية المحدثة.
وذكر في الفلسفات الهندية القديمة عن وجود «عقل اعظم» كاحد عوالم الكون.

## الفلسفة السقراطية

### زينوفون
كان زينوفون أحد تلاميذ ارسطو الأقل شهرة لكن كتاباته عن ارسطو هي ما وصل الينا. قال في أحد كتاباته ان ارسطو شرح لتلاميذه طروحات حول نوع من أنواع الغائية التي تبرر ضرورة احترام وتقوى للنظام الالاهي الكوني. وهذا ما يدعى بـ«الحجة الغائية» التي تحتم وجود الله وبالتالي، فللكون نوص. وتابع بمقارنة الذكاء، أي النوص، كالقوى الداخلية التي تدفع الإنسان لفعل الخير الرباني الموجود في كل شيء والتي ترتب الامور الكونية باتجاه سعادتها.

### افلاطون
استعمل افلاطون مصطلح النوص بدلالات متعددة بحسب مفهوم عصره الاغريقي وبشكل عام كمعنى للحس العام والإدراك. من ناحية أخرى، ظهرت في ادبيات الحوار السقراطي بمعنى اسمى. ففي أحد الحوارات، اشار إلى النوص بانها ملكة السوات والارض. كما ذكر في حوار آخر ان النوص ازلية في التحكم وا السيطرة على الكون.
في الحوارات الكرتيلوسية، رد اسم اثينا، الهة الحكمة، إلى الكلمة الاغريقية «اثيونيا» والتي تعني «ربة العقل». وفي حوارات فايدو، اشار افلطون ان آخر كلمات ارسطو قبل موته هي اعترافه بان اكتشافه لفلسفة النوص الكونية التي تتحكم بالكون التي اعتقد بها انازاكوراس غيرت حياته. لكنه اعترض على مسلمات انازاكوراس التي اعتمدت المادية كمبرر للسببية. كما اوضح ان نظرية انازاكوراس فشلت في شرح العقل بشكل معقول بناء على مفهومي الغائية والثنائية التي تشدد على أن الفضيلة هي توجهات كل الأشياء الطبيعية.
ومن المتفق عليه اعتماد افلاطون على افكار بارمينيدس وانازاكوراس في شرح النوص كمفهوم للإدراك الفردي. وبالتالي، اعتقد افلاطون استحالة الوصول إلى المعرفة الحقة عن طريق الحواس فالحواس تؤسس لتكوين الآراء فقط. لذلك، كان افلاطون مقتنعا ان المعرفة المستقاة عن طريق النوص يجب أن تكون مجردة من تأثيرات الحواس تماما مثلما يدرك الالهة والعفاريت. ويجب أن يكون كل ما يدركه العقل بشكل مباشر غير متغيرا حتى ولو انوجد باشكال مختلفة فيما يسميه "الاشكال" و"الافكار". وهذا يتعارض مع مفاهيم كانت سائدة ايامه، كما هو مقبول في العلوم المعاصرة بان النوص والإدراك هما عنصرين لنشاط طبيعي واحد وان الإدراك هو مصدر المعرفة والفهم وليس العكس.
وهناك جدل على مر العصور حول علاقة النوص والحواس بالإدراك. حتى ان افلاطون نفسه، عرض مفاهيم مختلفة. فمن ناحية، قال في كتابه «الجمهورية الفاضلة»، حين تناول مفهوم سقراط حول قصتي «استعارة الشمس» و«أهل الكهف»، ان الإنسان يدرك الامور بشكل اوضح بتأثير عوامل خارجية عبر الحواس. وهذا ما دعاه بشكل الفضيلة. ومن ناحية أخرى، في كتاب حوارات المينو، وعند شرحه لنظرية ارسطو حول تذكر السوابق (anamnesis) فقد ذكر ان الإنسان يولد بمعرفة كاملة من خبرات حصل عليها من حيوات سابقة وكل ما عليه هو ان يتذكرها. أصبحت هاتين النظرتين من أهم المؤثرات الفلسفية.
اعتبر افلاطون ان النوص هي الجزء الابدي للروح التي لا تموت. وهذا واضح في كتاب الجمهورية عندما تحدث عن الخط الفاصل اشار إلى ان النوص تلعب دورا خاصا في الناحية العقلانية للانسان. وهذا يعكس مفهوم سقراط الذي وصف الروح بمعاني سياسية وان لها أجزاء تتحكم وأجزاء تطلب التحكم بها. والنوص هي من الأجزاء التي تتحكم ولها علاقة بالعقلانية.
من الناحية الكونية، اعتقد افلاطون ان النوص هي التكوين المسؤول عن الابداع والتنظيم الكوني. وان النوص الإنساني في شراكة مع النوص الكوني. ففي حوارات طيماوس، ربط الأعمال الابداعية التي قدمها خالق الكون الابداعي بالنوص. وفي حوارات فيليبوس، اشار ارسطو ان مشاركة النوص الإنساني بالنوص الكوني تماثل مشاركة الأجزاء المؤسسة للجسد الإنساني، مثل الاكسجين والشعر، مع الأجزاء الأخرى الموجودة في العالم.

### أرسطو
بالنسبة لأرسطو، لا يمكن للتفكير ان يكون موجودا من دون الحواس والاحاسيس. فالإدراك الحسي يعطي معلومات للنوص الإنساني عبر الفطرة السليمة والخيال. وللحيوان الفطرة السليمة والخيال لكنها لا تمتلك النوص. ويقسم اتباع ارسطو ادراك الاشكال إلى نوعين: الإدراك الحيواني (species sensibilis) الذي يدرك الاشكال النوعية، والإدراك الواعي (species intelligibilis) الذي يعتمد على النوص للإدراك.
كما ربط أرسطو بين النوص والعلة واعتبرهما خاصية انسانية صرفة الا انه اعتبرهما عنصرين منفصلين. وبهذا، يكون قد فصل بين ملكة تحديد المفاهيم وبين تعليل ما يسبب المفاهيم. ففي الكتاب الرابع للأخلاق النيقوماخية، قسم ارسطو الروح إلى قسمين، قسم يعتمد السببية أو البرهان (logistikos) وآخر لا يعتمد على السببية. والقسم الأول مقسم إلى قسمين هما الدراية السفلة والدراية العليا. واعتبر ان النوص هو مصدر المباديء والمفاهيم الاولية التي تتطور مع تطور خبرة الإنسان، وفسر الأمر بتفصيل «أنواع العقل» التي هي ملكات الروح الأربعة الأخرى التي تساهم في توصيح الحقيقة: معرفة الكيف، استنباط المعرفة العقلانية، الحكمة العملية، الحكمة النظرية.
تابع ارسطو نفس النهج الفلسفي الذي انتهجه معلمة افلطون. ومن المفاهيم الجديدة التي ادخلها مفهوم يقول ان التغيير في الاشياء يعتمد على حصول علل أربعة بنفس الوقت. اثنين منهم يماثلان المفهوم المادي وهو ان الاشياء تتغير بحسب ماهيتها المادية والتي تحدد خواصها بالإضافة لعوامل أخرى التي تدفعها للدوران أو لبدء إليه التغيير. وبنفس الوقت، يتشكل كل شيء بحسب اهدافه والغاية المراد الوصول إليهما. وبشكل ما، هذه الالية هي موجودة في الطبيعة كمؤثرات حتى في الحالات التي لا يكون للانسان أي تدخل بها. والجدير ذكره ان فكرة «الاهداف والغاية» لم تعد مقبولة علميا وتشمل فكرة التنظيم العقلاني للطبيعة نفسها.
اعتبر ارسطو ان الفهم يعتمد على العلاقة بين الفطنة والإدراك الحسي. وأصبح مصطلحي «الفطنة النشطة» و«الفطنة الخاملة»، وهما مصطلحين وردا في فقرة واحدة في كتاب «دي انيما» لارسطو، أكثر المصطلحات التي محصت دراسة في تاريخ الفلسفة.
وفي كتابه «ما وراء الطبيعة»، الكتاب 12، الفصول 7-12، تناول ارسطو النوص كموضوع رئيسي لشرح سببية الوجود والكون حيث ساوى بين «النوص النشط» (حين يفكر الشخص ثم يصبح النوص هو ما يفكر به) مع «محرك الكون اللامتحرك» ومع الله.
مثل افلاطون، آمن ارسطو بمبداء انازاغورس بأن النوص الكوني يعني ان للكون نواية واهداف نهائية.
بالنسبة لأرسطو، فإن النفس هو ما يعطي الحياة للجسد. لذلك، كل كائن حي يمتلك روحا بما فيه النباتات. وعليه، يمكن وصف النوص بشكل متفاوت كالقوة أو المَلَكة أو الجزء أو الهيئة للنفس. لكنه فرق بين النفس والنوص ولم يعتبرهما هيئة واحدة. وبخلاف افلاطون، لم يعترض على امكانية وجود النوص من دون النفس لكنه قال ان هذه النوص السرمدية لا تحتوي على أي ذاكرة من الخبرة الإنسانية. وفي كتابه «جيل الحيوانات»، حدد ارسطو ان أجزاء مختلفة يتوارثها الأبناء من الوالدين، لكن النوص يأتي من الخارج ليدخل الجسد لان نوعيتها الاهية ولا يوجد أي علاقة لها بطاقة الجسد.

### في النظريات الكلاسيكية المابعد ارسطو
معظم النقاشات التي وصلت الينا اليوم حول النوص هي النقاشات التي دارت حول التأويل الصحيح لطروحات افلاطون وأرسطو عن النوص. اعتقد الابقيوريون، وهم الفلاسفة الكلاسيكيون الماديون الذين يماثلون العلماء الحاليون، ان حواسنا ليست مصدرا للخطاء المعرفي لكن السبب في الخطاء هو في تأويل المعلومة التي تحصل عليها الحاسة. واستعمل الابيقيوريون مصطلح «بارالبسيس» لوصف طريقة عمل العقل في تكوين المعرفة من الإدراك الحسي.
اما الرواقيون، فاعتبروا ان النظام الكوني يأتي من اللوغوس، أي العلة الكونية التي هي تماثل العلة الإنسانية لكنها اسمى منها مع انها مرتبطة بها. لم يعتمد الرواقيين على العلة الروحانية في تفسير التفكير الإنساني بل فسروها بناء على مباديء المادة والقوة الفيزيائيتين. وبالنسبة لهم، يجب أن يكون البال أو العقل مجهز بالافكار عند نشأته وبأن البشر تشاركوا بتصوراتهم لايجاد معاني الاشياء وهذه هي الفطرة السليمة.
انتقد فلوطرخس افكار الرواقيين حول النوص وتوافق مع طروحات افلاطون ان النفس هي ربانية أكثر من الجسد بينما النوص هي ربانية أكثر من النفس. فخليط النفس مع الجسد يعطيان اللذة والالم، بينما خليط النوص مع النفس ينتجان التفكير الذي هو مصدر الفضيلة والخطيئة.
يعتبر ألبينوس أول من ساوى فكرة «المحرك الأول» التي طرحها ارسطو مع فكرة «اشكال الفضيلة» التي طرحها افلاطون.

#### الاسكندر الأفروديسي
الإسكندر الأفروديسي هو من اتباع المدرسة المشائية التي تعتقد بمباديء ارسطو. في كتابه «حول النفس»، شرح ان فهمه لطروحات ارسطو، تدل ان الذكاء البشري هو مادي لذا يسميه الذكاء المادي وهو غير منفصل عن الجسد وهو تشكيل له. كما عارض بشدة مذهب الخلود السرمدي. من ناحية أخرى، عرف النوص النشط (أي ما يحقق الذكاء في عقل البشرية) هي هبة ربانية وليس منتج من أي جزء من داخل الإنسان. وببدء عصر النهضة، تبنى بييترو بومبوناتزي فكرة فناء النفس بينما عارضه اتباع التوماوية والرشدية. بالنسبة له، الجزء السرمدي الوحيد هو الفكر البشري المنفصل وبمعنى آخر، النوص.
كما كان لمعتقد الاسكندر تطوير مفاهيم تقنية حول الفكر الإنساني والتي تأثر بها فلاسفة مسلمون مثل الفارابي وابن سينا وابن رشد.

#### ثامسطيوس
فهم ثامسطيوس طروحات ارسطو بشكل مخالف إذ اعتقد أن العقل الخامل والذكاء لا يحتاجا لجسد لينشطا وانهما لا يختلطا بالجسد أو بأي مادة. هذا يعني ان الذكاء الكامن في الإنسان بالإضافة للذكاء النشط هما ربانيان. وبالنسبة له، فالنفس البشرية تصبح خالدة حالما تتشابك مع الذكاء النشط في بدايات الفكر الإنساني.
وتأثر كل الفلاسفة المسلمون واليهود بهذا المعتقد. كما استنتج وجود كائن متعالي خارج الجسد الإنساني. لكنه، بخلاف الاسكندر، لم يساوي هذا الكائن بالخالق الكون الاعلى أو مع فكرة الإله التي طرحها افلاطون.

## افلوطين والافلاطونية المحدثة
اعتبر أفلوطين، مؤسس المدرسة الافلاطونية المحدثة، نفسه المفسر لمعتقدات افلاطون وسقراط. وفي كتابه «التاسوعات» تخطى المفسرين الآخرين في تأويل أعمال الفيلسوفين ليصل إلى نتيجة تتحدث عن وجود مستويات عديدة للكون اسفلها العالم المحسوس. وهذه المستويات هي:
- الواحد والذي يوصف بالصالح مستعملا مصطلح افلاطون. وهذا هو «الدوناميس» أو امكانية الوجود. ومنه طافت أو انبعثت المستويات الأخرى.
- النوص والذي يترجم ببعض الكتابات بالعقل وقد يماثل الله. وهو يفكر بمحتويات نفسه بنفسه. وعملية تفَكُر النوص هي اسمى نشاطات الحياة. وادراك هذا التفكر يولد الاشكال. وهذا العقل هو سبب الوجود. سبقه «الواحد»، ليس بمعنى ان الواحد خلقه، بل ان النوص فاض عنه. فالواحد هو علة النوص.
- النفس هي مسؤولة عن ادراك افكارها بذاتها كما تقوم بخلق كون مادي الذي هو صورة حية للكون الروحاني والعقلي كفكرة موحدة ضمن العقل. بالتالي، النفس هي من يدرك الامور المادية ويحولها إلى افكار التي تعتبرها حقيقية.
- اسفلهم هي المادة.

كل هذا التفسير كان تعليلا لاعمال افلاطون بخاصة ان المعرفة الإنسانية تأتي من حياة سابقة مع وجود تأثر بافكار ارسطو وبخاصة مفهوم «المحرك اللامتحرك».
وحدد اتباع معتقد افلاطون اللاحقون ثلاث تجليات للنوص. ومن أهم من تناول الموضوع كان فرفوريوس الصوري وبرقلس.

## النوص في ديانات العصور الوسطى
تآثرت الديانات التي ظهرت في العصور الوسطى بفكرة النوص بشكل كبير.

### الغنوصية
تأثرت الغنوصية، وهي حركة من العصور القديمة المتأخرة، بأفكار الافلاطونية المحدثة والفيثاقورية المحدثة بشكل كبير. وتعتبر حركة توفيقية أكثر منها فلسفة.

#### فالنتينوس
بحسب النظام الفالنتيني، النوص هو أول ذكر دهري. وهو مع شريكته الانثى اليثيا (الحق) انبثقا من بايثوس مع انويا. ويشكلون معا الرباعي الأول.

#### البازيليدية
في الفلسفة البازيلدية، النوص هو أول مولود للآب الذي لم يولد وهو اب للوغوس الذي منه طاف فرونيسيس وصوفيا ودوناميس. وبهذه الفلسفة، يعتبر المسيح هو النوص ودوره تخليص المؤمنين واعادتهم إلى الذي ارسله سالمين عن طريق الشغف. كما اعتقد أن سمعان القيرواني صُلب بدلا عن المسيح.

#### سمعان المجوسي
في فلسفة سمعان المجوسي، النار هي الاساس ومنها ظهر اربع جذور كان النوص اولها. وفي توصيفه للمواد الستة الأولى التي انبثقت كمضاد للاطياف الستة، رمزت النوص للجنة في السماء.

#### إنجيل مريم
بحسب إنجيل مريم، فالمسيح هو التجلي للنوص.

### فلسفة الإسلام في العصور الوسطى
كانت تعتبر الفلسفة خلال العصور الوسطى معادية للاديان الوحدانية التي انتشرت وهي الاسلام والمسيحية واليهودية. ويعتبر الإسلام من اقوى من دعم الفلسفة لقرون طويلة وهم أثروا على الفلاسفة في البلاد المسيحية الغربية وفي الانتشار اليهودي حول المتوسط في العصور الوسطى المتأخرة. كان الكندي من أوائل الفلاسفة العرب لكن من أهم الفلاسفة العرب الذين اهتموا بالفكر والعقل كانوا الفارابي وابن سينا وابن الرشد. والاخير كان غربيا إذ عاش في الاندلس وكان شديد التأثير على الفلاسفة المسيحيون واليهود في العصور الوسطى المتأخرة.

#### الفارابي
كان للفرابي ابداعات في طرح نظريات حول النوص، والتي سماها العقل، لكن لم يصلنا الكثير من فلسفته حولها إذ فقد الكثير من كتاباته. ومفهومنا لمعتقداته حول العقل، الذي لعب عنده دورا مهما في فلسفته، غير واضحة وبخاصة ان معظم المراجع التي قد يكون اعتمدها فقدت. وهناك ما يشير إلى تأثره بالافلاطونية المحدثة والفيثوقورية المحدثة لكن لاي يوجد ادلة تشرح الأمر بشكل أكثر وضوحا. ومن المتفق عليه بين الدارسين انه تأثر بأفلوطين وثامسطيوس والاسكندر الأفروديسي. لكنه اختلف عنهم بأنه وضع «الذكاء النشط» في اسفل سلم تراتبية الذكاء بينما هم وضوعوه في أول التراتبية. وهو أول من قال بهذا في التاريخ. كما أنه أول فيلسوف معروف افترض وجود تراتبية سببية للمجالات السماوية وربط هذه المجالات بالعقول الروحانية. ومن ابداعات الفارابي في هذا المجال، ما ذكره دايفدسون من ان الفارابي فسر النبوة بناء على فكرة النوص وجعلها على مستويين: المستوى الأدنى، وسماه «النبوة» ويحصل مع افراد لم تتطور الملكات الفكرية عندهم إلى درجة الكمال، والاخر وهو «الوحي» والذي يصل إليه افراد تملكوا قدراتهم العقلية بشكل كامل.
وتحدث النبوة في المخيلة (سماها المتخيلة) وهي نفس الفانتازيا التي تحدث عنها ارسطو، واعتبرها الفارابي انها ملكة عقلية تقوم بخدمة الجزء العقلاني للنفس. ويتم حفظ الإدراك الحسي (سماها المحسوسات) في هذا الجزء من العقل، ثم تقوم بتفكيكها واعادة تشكيلها بتصورات رمزية ومجازية في عملية سماها «المحاكات». وبعض هذه التصورات تظهر في الأحلام، كما أنها قد تحاكي الحاضر وتتنباء بحوادث مستقبلية بطريقة مختلفة لما يقوم به الوعي فيما سماه «الروية». واعتبر ان الوعي الناشط هو المؤثر الذي ينشط الروية. وهذه الملكة العقلية هي الوحيدة التي يمكنها تلقي الحقيقة النظرية لأن المتخيلة هي عضو مادي في العقل لا يمكنه استيعاب المتجردات. وتحصل هذه العملية من خلال الأحلام ونادرا ما تحدث في حالات اليقظة. والنبوة الأدنى هي المناسبة للمتخيلة اما النبوة العليا فتتطلب انفتاح على التخيل وحالة ذكاء مكتسب بحيث يكون النوص الإنساني (أي العقل الإنساني) متزامنا مع ذكاء نشط على تواصل مع الحس الرباني. والشخص الذي يصل إلى هذه الحالة هو «نبي فيلسوف». وعندما يطور هذا النبي الفيلسوف قدراته الريادية، يصبح «فيلسوف-ملك».

#### ابن سينا
من وجهة نظر دايفدسون، فلإبن سينا نفس تصورات الفارابي بالنسبة لهيكلية الكونيات مع اختلاف في تفاصيل بسيطة. مثل الفارابي، اعتقد ابن سينا بوجود مستويات مختلفة للنوص بحيث أن المستويات العليا مرتبطة بالاجسام الكونية. لكن ابن سينا يفصّل ثلاث أنواع مختلفة من التأثيرات التي تقوم بها هذه المستويات العليا إذ ان كل واحد منها «يفكر» بنفس الوقت بالوجود وبما يمكن أن يكون موجودا في المستوى التالي الاعلى. وكل نوع «يفيض» نزولا في جسد وروح الجسم الكوني الذي يقبع به مع النوص إلى المستوى الاسفل حتى يصل إلى الذكاء النشط وهو آخر المطاف. ويرى ابن سينا ان الذكاء النشط يؤثر على العالم المادي الذي نعيش به كما على المادة.
ومثل الفارابي، اعتقد ابن سينا ان «الذكاء المادي» ليس بمادي بل ان النفس هي روحانية وان الفكر المادي هو تدبير لها وجد فيها عند الولادة. وبحسب نظرته المتوافقه مع الفرابي فان العقل يمر بمرحلتين ليصل إلى التفكير.
يقول ابن سينا في ما يخص الاستنتاج بالقياس ان البشر يستخدمون ملكة تفكير مادية من النفس (يسميها مفكرة وفكرة) والتي يمكن أن تخطيء. وهي نفسها المتخيلة (ملكة تخيلية معقدة) وهي نفسها النفس الحيوانية. لكن بعض الاشخاص يستعملوا البصيرة ليتخطوا المفكرة والوصول إلى استنتاجات بشكل مباشر بالتواصل مع الذكاء النشط.
عندما تسجل فكرة في النفس (يسميها التعلم)، يصبح عمل الملكة المادية للإدراك الحسي والتخيل غير ضروريتين، وبالتالي يمكن الوصول إلى افكار أكثر. وعندها، تصبح النفس اقل ارتباطا بالجسد. ويعتبر ابن سينا، بخلاف الفلسفة الارسطوية، ان النفس بمجملها خالدة. لكن نوعية النشاطات العقلية خلال الحياة تؤثر على نوعية النفس بعد الممات. اما النفس التي تصل إلى درجة متقدمة في التزامن مع الذكاء النشط تشكل نفسا كاملا بعد الممات وهذا هي درجة السعادة المطلقة العظمى. اما القيام بنشاطات عقلية خلال الحياة ستؤدي إلى سعادة اقل بعد الموت قذ تصل إلى حد الشقاء.

#### ابن رشد
اشتهرت مؤلفات ابن رشد حول النوص وكان لها تأثير كبير عند الفلاسفة المسيحيين واليهود. وتطور مفهومه حول النوض في حقبيتين. في الحقبة الأولى، دمج افكار الافلاطونية المحدثة التي لم يتناولها ارسطو مع تفسير للعقل المادي الطبيعي. واصر ان للعقل المادي ذكاء نشط ينتج بسبب تزامن التفكير مع الذكاء النشط. وهي فكرة لم تذكرها القوانين الارسطوية. وهذه الفكرة التي اعتبرها الفلاسفة اليهود، مثل موسي بن يوشع وجرسونيدس، انها فكرة فريدة لابن رشد. اما في الحقبة الثانية، فرض ابن رشد فكرة الطيف الافلاطونية واعطى تفسير لوجود الكائنات الحية باعتماد الطبيعية. واعتبر الفلاسفة المسيحية هذه الفكرة إعادة احياء للفكر الارسطوي الاصيل. من ناحية أخرى، رفض فكرة العقل الإنساني المادي، التي نادى بها ارسطو، واعتبر ان هناك كيان تراتبي يخدم كل البشرية.
قَبِل الفلاسفة الباريسيون، مثل سيغر الباربانتي، فكرة وحدانية العقل النشط بين كل البشر. وعارضها فلاسفة اخرون مثل ألبيرتوس ماغنوس وتوما الأكويني ورامون لول ودانز سكوطس. ورغم اعتبار الفكرة هرطوقية، الا ان العديد من الفلاسفة اللاحقون، مثل جون الجاندوني، قاموا بالدفاع عنها وبقيت الفكرة محل جدال في شمال إيطاليا. وفقدت بريقها في القرن السادس الميلادي عندما اعيد اعتماد المفهوم الذي اعتقد به الاسكندر الافروديسي.

### المسيحية
ذكر العهد الجديد النوص بمعنى العقل كدلالة إلى مشيئة الله:
- التطور الادراكي عند الرضع رومية 7:23، استعملت النوص كناموس الله الذي يتملكه نوص الكاتب بمقارنته بناموس الشر الذي هو الجسد.
- في رومية 12:2، اشارت إلى يفرض على المسيحي ان يرفض الانصياع لهذا العالم بل بتجديد النوص بشكل مستمر لفهم ما يريده الله.
- في 1 كورنثيوس 14:14-14:19، نوقشت فكرة «التكلم بالسنة عديدة» والتي تشير إلى النوص كاداة للتواصل.
- في افسس 4:18-4:23، اشارت ان غير المسيحيين يملكون نوصا معطوبة.
- في 2 تسالونيكي 2:2، استعملت النوص للدلالة على العقل المضطرب.
- في رؤية 17:9، اشارت ان الحكمة تملك النوص.

تظهر كتب اباء المسيحية إلى ان النوص هي ضرورية لتنمية الحكمة.

#### تأثير الفلاسفة على المسيحية الغربية
شكلت كتابات بوثيوس وأوغسطينوس الفلسفية تأثيرات مهمة في أوروبا العصور الوسطى بالرغم من عدم انتشار الكتب الفلسفية. واعتقدوا بفلسفة الافلاطونية المحدثة وكانوا مازال موجودين في زمن النهضة الكارولنجية وبدايات الفترة المدرسية.
تأثر اغسطين في بدايات حياته بالمانوية ثم لاحقا تأثر بالافلاطونية المحدثة التي وضعها أفلوطين. وعندما تحول إلى المسيحية وبعد تعميده، طور فلسلفته الخاصة التي دمج بها افكار وطيارات مختلفة.
اختار من الافلاطونية المحدثة مفاهيم بشكل انتقائي. فاختار النوص الافلوطينية ودمجها بفكرة «اشكال الفضيلة» الافلاطونية ليفسر فكرة صفات الله المسيحية. مثلا، ذكر ان النوص تتعامل مع المادة بشكل مباشر ومع النفس عبر الخبرات الإنسانية. ويمكن اعتبار الملائكة أحد هذه العوامل.
في العصور الوسطى، أصبحت الفلسفة المدرسية هي الفلسفة المعتمدة في الكنيسة الكاثوليكية الأوروبية في حقبة اعتبر بها ارسطو أهم فيلسوف. ودرس الفلاسفة المدرسيون، مثل اقرانهم اليهود والمسلمون، النوص عن ارسطو وعن الفلاسفة الكلاسكيين مثل اوغسطين وبويثوس. ومع الوقت، تطورت فلسفة أوروبية خاصة لدرجة عالية حتى انها ضاهت اعمل ارسطو لدرجة انها هددت، بنجاح، العديد من الافكار التي اتى بها ارسطو والفلاسفة المسلمين، وبخاصة فكرة ابن رشد عن وجود نوص موحد لكل البشرية. ومن الفلاسفة الارسطويين المرموقين الكاثوليك ألبيرتوس ماغنوس وتوما الأكويني مؤسس التوماوية التي صمدت ليومنا بشكل وآخر. من أهم معتنقات التوماوية هي قبوله بالمفهوم الارسطي بأن النوص روحاني غير مادي ومنفصل عن أي عضو جسدي لكنه اختلف عن ارسطو باعتبار النفس كلها خالدة وليس النوص فقط.

#### الأرثوذكسية الشرقية
تُعرّف الكنيسة المسيحية الارثوذكسية الشرقية النوص «بعين القلب والنفس» أو «بعين العقل» بالنسبة لهم، خلق الله نفس الإنسان على شاكلته فنفس الإنسان عقلي. وكتب القديس ثلاسيوس السوري ان الله خلق الكائنات لتتلقى الروح ولفهم ماهية الله. ثم اوجد الحواس والإدراك الحسي لخدمة هذه الكائنات. وتعتقد الكنيسة ان الله خلق البشر بملكات عقلية.
تعتقد الكنيسة ان التفكير غير كاف لحتمية وجود رواسب غير منطقية التي لايمكن تجنبها. وهذه المعرفة المفقودة هو ما يمنعنا من فهم جوهر الاشياء بكليتها وهي نفس الجوهر التي تدلنا إلى الله. وبالنسبة للكنيسة، لا يمكن فهمها الا عن طريق الايمان والفطرة. الا جوهر الله نفسه فيبقى مستعصي على الفهم. لهذا، تستبدل الكنيسة النوص بمصطلح الايمان.
عندهم، للملائكة نوص وذكاء اما للانسان فله علة بشكليها اللوغوس والديانويا (التفكير الاستطرادي العلمي) والنوص والإدراك الحسي. ومن هنا اتت فكرة ان الإنسان هو كويني (أي كون مصغر، microcosm) وهو تعبير عن كل الخليقة التي تسمى الكوني (macrocosm). الا ان النوص الإنساني تشوه عندما حصلت الخطيئة الأولى وهوى إلى الأرض. ردوا الخطيئة إلى الصراع الذي قام بين العلة والنوص. ويمكن للنوص، الذي هو عين القلب من رؤية نور الله الغير مرئية والشعور بحب الله اللانهائي عن طريق طقوس زهدية مثل الصلاة الصامتة التي تفتح المجال للنوص للبدء بصلاة القلب وبالتالي يصبح المرء مُنّور ويحق له دخول الكهنوت الأرثوذكسي.

## الفلسفة المعاصرة المبكرة
اسس من عرف بـ«الفلاسفة المعاصرون الأوائل» في أوروبا القرنين السابع عشر والثامن عشر مفاهيم ادت لنشؤ العلم الحديث كمنهاج لتحسين خير الانسانية عن طريق التحكم بالطبيعة. وعلى هذا الاساس، اعتبروا ان العلوم الماورائية غير مهمة لعدم جدواها في أي عمل تطبيقي كما لا يمكن اثباتها من ناحية الواقع الذي نعيشه. وبالتالي، أصبحوا يتجنبوها. وأهم من دافع عن هذا المبدء كان التجربيون مثل فرانسيس بيكون وتوماس هوبز وجون لوك وديفيد هيوم]]. ومن مبادئهم الأساسية «لايوجد شيء في النوص لم يأتي من الحواس» (باللاتينية nihil in intellectu nisi prius fuerit in sensu). بالحقيقة، أُخذ هذا النص من ارسطو، لكنه لم يعترف بامكانية الحواس في تفسير العقل.
يفسر هؤلاء الفلاسفة فكرة النوص، أو العقل، كخاصة تطورت من خلال الحواس وبتأويل من العقل بطريقة فيزيائية مادية خالصة وبالتالي، فالوصول للمعرفة الكلية هي هدف مستحيل. ترجم باكون وهوبس ولوك النوص إلى كلمة «فهم» (understanding). اما باكون، فقد قال في العديد من كتبه مثل «الاداة الجديدة» (Novum Organum) بأن النوص هو مصدر كبير للاستنتاجات الخاطئة لانها تميل إلى التحيز مثل التعميم. ودعى لأن تكون المعرفة الحديثة ممنهجة لحتى لا يتوه بها الفكر الإنساني الضعيف. كما أنه اعتبر ان تاريخ الفلسفة ركز على الفكر الارسطوي بغطرسة واهمل فلاسفة مهمين، مثل ديموقريطوس والذي لم يهتموا بالنوص والتعليل في اطر معتقداتهم.
لم يعير هؤلاء الفلاسفة أهمية للتمييز بين العلة والنوص. واعتبروا ان الفهم البشري هو من صنع الإنسان وهو نتيجة التعليل فقط. حتى ان هيوم شكك عن وجود أي تمييز بين الفهم والعلة بالمقارنة مع أنواع تفكير قد تكون موجودة عند الحيوان.
من ناحية أخرى، بقي بعض الفلاسفة يعتقدون أن الإنسان يولد بالقادرية لمعرفة الحقيقة. وكان على هؤلاء ان يبرهنوا ان للعقل افكار مولودة حول الطبيعة وبالتالي، لا يمكن أن يعقل ان المعرفة تستنبط عن طريق الاحاسيس فقط. ومن الفلاسفة الأوائل في الفلسفة العقلانية مثل رينيه ديكارت وباروخ سبينوزا وغوتفريد لايبنتس وإيمانويل كانت ومنهم من عرفوا بالمثاليين، عبروا عن شكهم في مباديء التجريبيين وعادوا إلى كثير من المفاهيم التي وضعها الفلاسفة الكلاسيكيين.
اشتهر عن ديكارت انه أول العقلانيين الذي حدد مشكلة «العقل والجسد» والتي دار حولها نقاشات مستفيضة وخاصة في المساقات الجامعية. واعتبر في كتابه «التأملات» العقل والجسد مختلفين وان الجسد ذاتي العمل ومن أعماله التفكير والذاكرة بينما الإنسان الحقيقي هو العقل (النوص) والنفس وهما ليس جزء من ميكانية الجسد. كما رفض فكرة تقسيم النفس إلى عقل وتعليل بل قال انهما جزء لا يتجزاء من النفس. لذلك يعتبر ديكارت مثنوي لكن بشكل مختلف عن مثنوية ارسطو.

## الفلسفة والعلوم المعاصرة
من أول نتائج الفلسفة الحديثة هو خلق تفرعات متخصصة لمواضيع علمية كانت تعتبر سابقا من ضمن الفلسفة. وأصبح موضوعي التطور الادراكي عند الرضع والإدراك الحسي يتبوعون في مجالي علم النفس والعلوم العصبية بدلا من الفلسفة.
لم يعد تيار البحث في يومنا هذا يدور حول المثنوية ويعتبر كل ما يتعلق بالنوص هو نتيجة عوامل جينية وتطورية التي تسمح للنوص بالتطور. وعليه، أصبحت فكرة وجود معرفة فطرية اقل قبولا مقاونة بالفلسفات الكلاسيكية. والنقاشات حول الموضوع أصبح يتمحور حول الجوانب الاخلاقية.
لكن النقاشات حول النوص ما زالت حية في الاوساط اللاهوتية كما ما زالت حية بين جماعات الروحانية والماورائية مثل النظرية العقلية.

## للاستزادة
- العقل